# Older
Older (Più vecchio) è il terzo album da solista di George Michael, pubblicato il 14 maggio 1996.
Negli Stati Uniti e in Canada si è trattato del primo album pubblicato dalla DreamWorks Records, in seguito fallita. Dall'album fu estratta una lunga serie di singoli di grande successo, rendendo George Michael il primo artista nel Regno Unito ad avere tre singoli estratti dallo stesso album al numero uno.

## Descrizione
George Michael con Older volle dare una vera e propria svolta alla propria carriera, e sperimentare nuovi generi musicali fino ad allora mai toccato prima.
Particolare importanza per le sonorità dell'album ebbe il jazz. L'album segnò inoltre un allontanamento dai suoni realizzati tramite sintetizzatore in precedenza, per abbracciare invece un suono più organico con l'inclusione di ottoni e quartetti d'archi. In questo aspetto Michael fu particolarmente ispirato dal grande compositore brasiliano Antônio Carlos Jobim. 
Un'altra importante ispirazione per Michael provenne dal produttore dell'album, Jon Douglas, che aveva già mixato in precedenza diverse canzoni di George Michael. 
L'album è interamente dedicato ad Anselmo Feleppa, il compagno di George Michael, uno stilista brasiliano che conobbe e si innamorò del cantante nel 1991, e che morì di AIDS solamente due mesi prima dell'uscita dell'album.
Proprio perché realizzato nel periodo di lutto del cantante, lo stile dell'album risulta malinconico, raramente riscontrabile prima in lavori precedenti di Michael.
George Michael decise di completare del tutto il proprio allontanamento dal suo io precedente, e apportò quindi un drastico cambio di look. Così tagliò i lunghi capelli biondi e la barba, per optare invece per un taglio a spazzola e per dei capelli castani, oltre a un pizzetto. 
Commentò così il suo cambio di stile e look durante un'intervista al The Oprah Winfrey Show, dove spiegò:
Per via dell'enorme successo riscosso dall'album, soltanto diciotto mesi dopo la pubblicazione originale venne realizzata una ristampa dell'album, intitolata Older & Upper.

## Successo commerciale
Older, non appena venne rilasciato, si rivelò un enorme successo commerciale, specialmente in Europa.
L'album infatti risulta essere il novantasettesimo disco più venduto di tutti i tempi nel Regno Unito. Fu inoltre l'album più venduto di tutti i tempi della Virgin, traguardo successivamente superato dalle Spice Girls, con il loro album di debutto Spice. Older divenne presto l'album più venduto di George Michael nella sua patria, dove raggiunse oltre le 1,8 milioni di copie vendute e, il 5 dicembre 1997, venne certificato disco di platino ben sei volte. Inoltre, nel Regno Unito l'album rimase nella classifica top 200 per un totale di 147 settimane, 99 delle quali nella top 75 e 35 nella top 10.
I due singoli di maggiore successo dell'album, ovvero Fastlove e Jesus to a Child raggiunsero entrambi il primo posto nelle classifiche, mentre gli altri quattro singoli estratti si piazzarono tutti nella top 3.
L'album venne successivamente certificato disco di platino anche in molti paesi d'Europa, compresa l'Italia, dove Older superò le 400.000 copie vendute.
Al contrario dell'Europa, negli Stati Uniti e in Canada l'album riscosse un modesto successo e, nonostante i singoli principali dell'album Fastlove e Jesus to a Child avessero raggiunto entrambi la top 10 della Billboard Hot 100, le vendite dell'album negli USA furono piuttosto deludenti. L'album raggiunse il picco alla posizione n° 6 nella Billboard 200 il 1º giugno 1996, con 99.000 copie vendute, e il 21 agosto seguente fu certificato disco di platino dalla RIAA.
In definitiva, secondo Billboard nel 1997 Older vendette 5 milioni di copie in tutto il mondo.

## Riconoscimenti
Nel 1996, per Older George Michael vinse il premio come "Miglior cantante maschile britannico" agli MTV Awards e ai BRIT Awards. Invece, agli Ivor Novello Awards, ricevette per la terza volta nella sua carriera il prestigioso titolo di "Cantautore dell'anno".

## Tracce
Tutti i brani sono stati scritti da George Michael, salvo dove indicato diversamente.
1. Jesus to a Child – 6:51
2. Fastlove – 5:24 (George Michael, Jon Douglas)
3. Older – 5:33
4. Spinning the Wheel – 6:21 (George Michael, Jon Douglas)
5. It Doesn't Really Matter – 4:50
6. The Strangest Thing – 6:01
7. To Be Forgiven – 5:21
8. Move On – 4:45
9. Star People – 5:16
10. You Have Been Loved – 5:30 (George Michael, David Austin)
11. Free – 3:00

## Formazione
- George Michael – voce, basso, tastiere, batteria, percussioni, programmazione, arrangiatore, produttore
- Hugh Burns – chitarra
- Danny Jacob – chitarra
- Alan Ross – chitarra
- John Themis – chitarra
- David Austin – tastiere
- Chris Cameron – tastiere, archi
- David Clews – tastiere
- Nick Murdoch – pianoforte
- Jon Douglas – tastiere, produttore (Fastlove, Spinning the Wheel) , arrangiatore (Spinning the Wheel)
- Jo Garland – cori
- David Clayton – programmazione
- Pete Gleadall – programmazione
- Steve McNichol – programmazione
- Stuart Brooks – tromba, flicorno
- John Thirkell – tromba, flicorno
- Steve Sidwell – tromba
- Chris Davis – sassofono
- Andy Hamilton – sassofono
- Phillip Smith – sassofono
- Fayyaz Virji – trombone

## Classifiche

### Classifiche settimanali
| Classifica (1996) | Posizione massima |
| ----------------- | ----------------- |
| Australia         | 1                 |
| Austria           | 1                 |
| Belgio (Fiandre)  | 3                 |
| Belgio (Vallonia) | 2                 |
| Canada            | 3                 |
| Danimarca         | 1                 |
| Europa            | 1                 |
| Finlandia         | 3                 |
| Francia           | 2                 |
| Germania          | 3                 |
| Giappone          | 4                 |
| Irlanda           | 2                 |
| Italia            | 2                 |
| Norvegia          | 1                 |
| Nuova Zelanda     | 1                 |
| Paesi Bassi       | 1                 |
| Portogallo        | 1                 |
| Regno Unito       | 1                 |
| Spagna            | 1                 |
| Stati Uniti       | 6                 |
| Svezia            | 1                 |
| Svizzera          | 2                 |

### Classifiche di fine anno
| Classifica (1996) | Posizione |
| ----------------- | --------- |
| Australia         | 15        |
| Austria           | 14        |
| Canada            | 15        |
| Francia           | 12        |
| Germania          | 19        |
| Italia            | 4         |
| Nuova Zelanda     | 16        |
| Paesi Bassi       | 26        |
| Regno Unito       | 5         |
| Spagna            | 4         |
| Stati Uniti       | 99        |
| Svezia            | 21        |
| Svizzera          | 11        |
| Classifica (1997) | Posizione |
| Regno Unito       | 13        |